# Pavle Kozjek

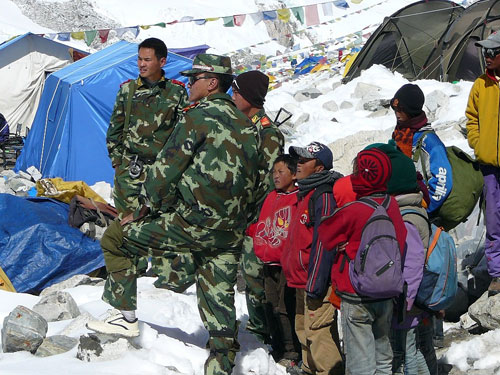
Foto van Kozjek tijdens de beschieting op Nangpa La, 2006.
Deze foto's vergrootten zijn bekendheid

Pavle Kozjek (Setnica, 15 januari 1959 - Karakoram, 25 augustus 2008) was een Sloveens klimsportpionier en fotograaf.

## Levensloop
Kozjek was lid van de klimsportvereniging Ljubljana-Matica. In 1997 was hij de eerste Sloveense klimmer die de Mount Everest beklom zonder extra zuurstof.
Op 3 juli 2002 ondernam hij samen met Marjan Kovac als een van de eerste expedities de klim van de Siula Grande. Hij deed dit via de noordoostkant Los Rapidos, wat een nieuwe route betekende.
In oktober 2006 leidde hij een groep die een nieuwe route ondernam op de zuidoostkant van de Cho Oyu in iets minder dan 15 uur. Hier schoot hij foto's tijdens de beschieting op Nangpa La, een hinderlaag op Tibetaanse vluchtelingen die de Tibetaanse Autonome Regio in China probeerden te ontvluchten met uiteindelijke bestemming India. In 2006 ontving hij de publieksprijs van de Piolet d'Or.
In augustus 2008 deed Kozjek mee aan een expeditie met Dejan Miškovič en Gregor Kresal in een poging de Muztagh Tower in het Karakoramgebergte in Pakistan te bedwingen. Op 25 augustus 2008 viel hij van een cornice, ofwel een overhangende sneeuwkwab. Enkele uren later werd hij dood teruggevonden. Hij was de negentiende Sloveen die in de Himalaya om het leven kwam.
- Library of Congress Control Number: n2010069796
- Virtual International Authority File: 125733758
- WorldCat: E39PBJqqv4WkfCXgyyWrfFQpfq